# 鈴木儀左衛門

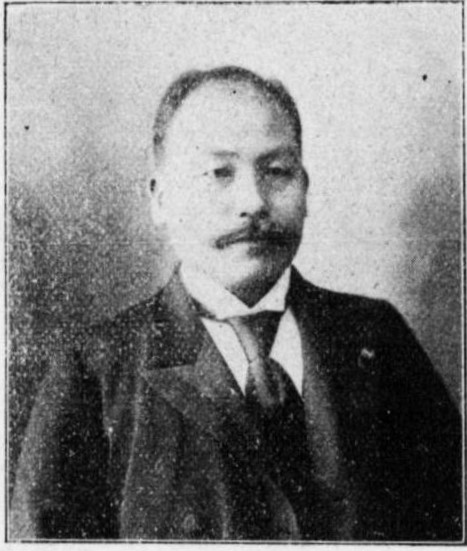
鈴木儀左衛門

鈴木 儀左衛門（儀左衞門、すずき ぎざえもん、1856年3月4日（安政3年1月28日）- 1933年（昭和8年）8月6日）は、明治から昭和初期の農業経営者、教育者、実業家、政治家。衆議院議員、千葉県会議長、千葉県海上郡嚶鳴村長。

## 経歴
下総国夷隅郡琴田村（千葉県夷隅郡琴田村、嚶鳴村琴田、海上町 を経て現旭市琴田）で、農業、先代・鈴木儀左衛門の長男として生まれた。安中藩儒・伊藤桂次郎に師事し漢籍を修めた。
1872年（明治5年）大区選挙人に就任。1876年（明治9年）地租改正で苦しむ村民の先頭に立ち、地租等級の改訂を誓願する減租運動を10年有余にわたって継続し、ついに改定を実現した。また自由党の板倉中、西村甚右衛門らと交際し、1890年（明治23年）自由党系の政治結社・興東倶楽部を結成した。また、興東英和学校を設けて地域の子弟に英学を教え、干潟治水組合長に就任して治水事業に尽力した。
1892年（明治25年）3月、千葉県会議員に選出され、1897年（明治30年）10月まで在任し、この間、同副議長（1894年4月から2年間）、同議長（1896年4月-1897年10月）を務めた。
1898年（明治31年）3月、第5回衆議院議員総選挙（千葉県第4区）で初当選し、以後、第7回総選挙まで再選され、衆議院議員に連続3期在任した。この間、利根川改修工事の国営移管問題の解決に尽力した。
その他、嚶鳴村長、学務委員、千葉県農会幹事、農友会長、帝国農会参事、北総銀行常務取締役、全国肥料取次所専務取締役、日本人造肥料役員などを務めた。

## 人物
目白僧園の釈雲照に帰依して仏道を研鑽した。

## 国政選挙歴
- 第5回衆議院議員総選挙（千葉県第4区、1898年3月、自由党）当選[5]
- 第6回衆議院議員総選挙（千葉県第4区、1898年8月、憲政党）当選[5]
- 第7回衆議院議員総選挙（千葉県全県区、1902年8月、立憲政友会）当選[6]
- 第8回衆議院議員総選挙（千葉県全県区、1903年3月、立憲政友会）次点落選[6]